# 片寄俊秀
片寄 俊秀（かたよせ としひで、1938年1月9日 - ）は、日本の建築学者、都市計画家。
日本初の大規模ニュータウンである千里ニュータウンの設計者である。妻は栄養学者・料理研究家の片寄眞木子（神戸女子短期大学名誉教授）。

## 略歴
奈良市生まれ。1960年京都大学工学部建築学科卒、62年同大学院工学研究科修士課程修了。1977年「ニュータウンの建設過程に関する研究」で工学博士。京都大学では西山夘三研究室に在籍し、日本住宅公団より「北大阪丘陵地帯の開発計画に関する研究」の委託を受けた西山と共に千里ニュータウン計画を作成する。卒業後も西山と共同でニュータウンの建設計画や軍艦島の研究などを行っている。
1961年から1962年にかけては第一次京大アフリカ類人猿学術調査隊の一員として、今西錦司隊長らと共にアフリカに渡る。この時期の経験は『ブワナ・トシの歌』として著作にまとめられ、これを原作として1965年に渥美清主演で映画化された。
1962年より1970年まで大阪府企業局宅地開発部企画課建設2課に勤務。この時期に大阪府の技師として千里ニュータウンおよび泉北ニュータウンを造成する。また、1970年開催の日本万国博覧会に際して、太陽の塔の中に展示するための民俗資料を収集するため、1968年に再びアフリカにわたる。この時に片寄が収集した東アフリカの民俗資料は、後に万博跡地に設置された国立民族学博物館に収蔵されている。
1970年より1996年まで、長崎総合科学大学（旧：長崎造船大学）工学部教授。この時期には西山研究室と共に軍艦島の研究を行い、閉山直前の住民の生活をカメラに収める。また、「中島川を守る会」の事務局長として、車道化のために取り壊されようとしていた眼鏡橋をはじめとする中島川の石橋の保存にも尽力する。1982年の長崎大水害に際しては、「大水害は中島川が氾濫したために起こった」との誤解から大水害の責任を片寄に求める声もある中で、長く行政に携わった都市計画家として長崎大水害の原因を明らかにし、また石橋の復元にも携わった。結果として、中島川の石橋は守られた。
1996年より2006年まで、関西学院大学総合政策学部教授。
2006年より2013年まで、大阪人間科学大学人間科学部教授。
大阪人間科学大学を退職後は、NPOほんまちラボまちづくり道場を主宰し、「まちづくりプランナー」を称して活動している。

## 著書
- 『ブワナ・トシの歌』（アサヒ・アドベンチュア・シリーズ）朝日新聞社 1963
  - 『ブワナ・トシの歌 東アフリカの湖と村びとたち』（現代教養文庫）社会思想社 1976
- 『実験都市 千里ニュータウンはいかに造られたか』（そしおぶっくす）社会思想社 1981
- 『ながさき巡歴』NHKブックス カラー版 日本放送出版協会 1982
- 『スケッチ全国町並み見学』岩波ジュニア新書 1989
- 『地域発のまちづくり学 長崎シッポク型都市計画作法の提唱』えぬ編集室 1996
- 『商店街は学びのキャンパス 現場に学ぶまちづくり総合政策学への招待 まちかど研究室「ほんまちラボ」からの発信』関西学院大学出版会 2002
- 『まちづくり道場へようこそ』学芸出版社 2005
- 『いいまちづくりが防災の基本 災害列島日本でめざすは"花鳥風月のまちづくり"』自治体議会政策学会 監修. イマジン出版 2007

### 共著
- 『まちづくりの危機と公務技術 欠陥ダム・耐震偽装・荒廃する公共事業』中川学共著, 自治体議会政策学会 監修. イマジン出版 2009
- 『おもろい商店街のなかのメチャオモロイみつや交流亭物語』編著. みつや交流亭 2014